# 김진영 (축구 선수)
김진영(한국 한자: 金眞英, 1992년 3월 2일~ )은 대한민국의 축구 선수이다. 포지션은 골키퍼이다. 현 충남 아산 FC 소속이다.

## 클럽 경력
2014년 자유 계약으로 포항 스틸러스에 입단하였다. 11월 9일 리그 35라운드 울산 현대와의 경기에서 전반 40분 신화용이 부상을 입어 경기를 뛸 수 없게 되자 교체투입되어 K리그 클래식 데뷔전을 치렀다. 김진영은 선전을 했으나 김형일의 백패스를 제대로 걷어내질 못해 울산 양동현에게 동점골을 허용했고 경기는 2-2로 비겼다. 이후 신화용은 부상으로 시즌아웃이 되었고 No.2 자리를 놓고 김다솔과 경쟁 중이었던 김진영은 경쟁에서 밀려 시즌 종료 때까지 경기에 나서지 못했다.
2016년 4월, AFC 챔피언스리그 H조 예선 4차전 시드니 FC와의 원정 경기에서 프로 데뷔 후 처음으로 선발 출전하여 1실점으로 경기를 마쳤다. 4월 13일 열린 수원 삼성과의 리그 경기에서 신화용이 부상을 입자 교체 투입되어 10여 분간 골대를 지켰다. 4월 16일 상주 상무와의 경기에서 리그 첫 선발 출전을 하였고, 2실점을 기록하여 0-2로 패했지만 이용의 페널티킥을 막아내는 등 좋은 모습을 보였다. 이후 몇 년 간 포항의 부동의 주전이었던 신화용과 치열히 경쟁하며 2016 시즌 총 17경기에 나서 15실점을 기록하였다.
2017 시즌을 앞두고 신화용이 이적하며 등번호 1번을 달았으나, 부상으로 경기에 나서지 못하는 사이 강현무의 활약이 뛰어났던 데다가 수원에서 노동건이 임대되면서 점차 주전 자리에서 밀려나는 모습을 보였다.
2018시즌을 앞두고 대전 시티즌으로 이적하였다.
2021시즌을 앞두고 K2리그의 김포 FC에 입단했다.

## 플레이 스타일
큰 신장(195cm)을 이용해 공중볼 및 핸들링이 용이 했던 골키퍼,
필드 플레이어 만큼 발기술이 좋다 큰 신장에 비해 순발력이 뛰어나다

## 대표 경력
2009년 FIFA U-17 월드컵의 주전 골키퍼로 활약하였으며, 특히 16강 멕시코전에서는 승부차기에서 카를로스 캄포스의 슈팅을 선방하는 맹활약을 펼쳐, 대표팀의 8강 진출을 이끌었다.

## 수상
- 2008년 제63회 전국고교축구선수권대회 골키퍼상